# Relatos salvajes
Relatos salvajes és una pel·lícula argentina. Una antologia de sis curts de comèdia negra i drama escrita i dirigida per Damián Szifron, incloent-hi un repartiment coral integrat per Ricardo Darín, Oscar Martínez, Leonardo Sbaraglia, Érica Rivas, Rita Cortese, Julieta Zylberberg, Diego Gentile i Darío Grandinetti.
Va ser produïda en un 70% per Hugo Sigman a través de la seva productora Kramer & Sigman Films i coproducida en un 30% per Agustín Almodóvar i Pedro Almodóvar. Igualment, a Argentina van col·laborar coproductors com Telefe, Corner i la productora de Belocopitt.
El film va ser seleccionat per la Palma d'Or en la principal secció de competició del Festival de Cannes 2014, en la qual va ser àmpliament aclamada.
Nominada en la categoria Millor pel·lícula de parla no anglesa en la 87a edició dels Premis Oscar. Nominada també en els Premis Goya a 9 categories entre les quals s'inclouen Millor pel·lícula Iberoamericana, Millor pel·lícula, Millor director i Millor guió original. A més va participar en els Premis Platino del cinema Iberoamericà, guanyant 8 premis dels 10 als quals aspirava entre els quals es troben Millor pel·lícula, Millor director, Millor guió, entre d'altres.
Amb 449.292 espectadors es va convertir en el film argentí més vist en la història durant el seu primer cap de setmana d'exhibició. També es va convertir en la pel·lícula més taquillera de la història del cinema argentí, almenys des que existeixen registres fiables en la indústria (1997), en haver aconseguit 4 milions d'espectadors només a Argentina.
La pel·lícula ha competit en més de quinze festivals internacionals incloent, a més de Cannes, uns altres de renom com Toronto, Telluride, Londres o Sant Sebastià.
La pel·lícula té com a referent la sèrie televisiva Amazing Stories, creada i produïda per Steven Spielberg.
Entre uns altres dels seus assoliments, la pel·lícula de Szifron s'ha convertit en una de les produccions argentines més reeixides en l'exterior i és la pel·lícula argentina més taquillera en el plànol internacional. Superant les pel·lícules El secreto de sus ojos i Metegol, sent únicament superada per Diarios de motocicleta.
Es va estrenar als Estats Units el 20 de febrer de 2015. La seva distribució va estar a càrrec de Sony Pictures Classics, que també es va encarregar de la campanya necessària per aconseguir aquesta nominació en la 87a edició dels Premis de l'Acadèmia.

## Temàtica i producció general
Relatos salvajes és una antologia composta per sis històries autoconclusives unides per la seva temàtica. En l'origen, cadascuna d'elles era una narració breu, però quan Szifron les va reunir en un únic volum, va advertir que estaven vinculades per un conjunt de temes que els conferien unitat i cohesió. Va decidir llavors «reduir els conflictes a la seva mínima expressió i trobar-los el clímax», per transformar els relats en curts.
Segons les paraules del director, la connexió temàtica dels relats es refereix a «la difusa frontera que separa a la civilització de la barbàrie, del vertigen de perdre els estreps i de l'innegable plaer de perdre el control», una sèrie de relats que «agafa situacions conflictives de la quotidianitat, a les quals jo mateix he estat exposat i que com a ciutadans comuns reprimim després de mesurar el cost-benefici d'una acció, optant per ser menys impulsius i no respondre a les agressions externes».
Relatos salvajes compta amb la productora espanyola El Deseo i l'argentina K&S Films com a principal font d'inversió per a la realització de la pel·lícula. Els germans Almodóvar havien pretès amb Damián Szifron, comptar amb ells per produir la propera pel·lícula que confeccionés, després de la bona impressió que va deixar el director amb els seus anteriors treballs. La distribució a Amèrica Llatina va quedar en mans de Warner Bros.
Al seu país natal, Relatos salvajes tenia previst estrenar-se el 14 d'agost. No obstant això, per problemes amb el Sindicat Únic de Treballadors de l'Espectacle Públic de l'Argentina, el qual exigia que es complissin les normatives del conveni establert, no es va estrenar fins a la setmana següent, el 21 del mateix mes.
La pel·lícula va ser dedicada al pare de Szifron, mort el 2013, que va introduir al seu fill al món del cinema.

## Els relats

### Pasternak
Repartiment
- Darío Grandinetti: Salgado. (El Cocodril)
- María Marull: Isabel.
- Mónica Vila: la professora Leguizamón

Salgado (Darío Grandinetti), un crític de música clàssica, és un passatger d'avió que comença a interactuar amb els altres passatgers i a poc a poc tots en el vol descobreixen que estan vinculats amb el que en principi semblaria ser una innocent coincidència: en algun moment de les seves vides van conèixer a un tal «Gabriel Pasternak» i van fer alguna cosa per la qual cosa aquesta persona es va sentir íntimament danyada. Enmig de la commoció, l'hostessa del vol, alterada, informa que Pasternak és el pilot i que es va tancar en la cabina, després de la qual cosa els pilots no responen. S'inicia una turbulència i els passatgers, presos del pànic, descobreixen l'objectiu de Pasternak: estavellar l'avió i així venjar-se de totes aquelles persones que van fer desgraciada la seva vida. El seu antic psiquiatre intenta persuadir-lo dient-li que ell mateix no és culpable del seu comportament desequilibrat, sinó que ho són els seus pares. El relat acaba quan l'avió està a punt d'estavellar-se contra una parella d'ancians en terra ferma. Posteriorment, en els crèdits, es confirma que es tractava dels pares de Pasternak.
El 24 de març de 2015, un copilot de la companyia Germanwings es va tancar en la cabina i va fer que s'estavellés un Airbus A320 amb 150 persones en els Alps Francesos. L'estrena de la pel·lícula va ser set dies més tard en el Regne Unit, per la qual cosa, a causa de la similitud amb la tragèdia, alguns cinemes van advertir que la pel·lícula podia ferir la sensibilitat de l'espectador, en aquest cas, de no sentir-se aquest amb ànim per veure-la li retornarien els diners de l'entrada.

### Las ratas
Repartiment
- Julieta Zylberberg: la mossa. (L'Ovella)
- Rita Cortese: la cuinera. (El Goril·la)
- César Bordón: Cuenca.
- Juan Santiago Linari: Alexis.

Un empresari immobiliari i polític arriba - després de travessar una tempesta - a un solitari restaurant enmig de la ruta. La mossa el reconeix com Cuenca, el responsable de diversos conflictes econòmics en la seva família que van derivar en el suïcidi del seu pare. La cuinera del lloc, una exconvicta, li suggereix a la mossa enverinar-lo amb verí per a rates però no aconsegueix convèncer-la. La cuinera decideix llavors fer ella mateixa el treball brut i enverina el menjar però no genera efecte cap a Cuenca. Quan arriba el seu fill, Alexis, i tasta el menjar, es descompon i la mossa decideix intervenir. Els nervis de la situació generen en ella una reacció violenta envers l'empresari, que respon de la mateixa manera i comença a copejar-la. En aquest exacte moment la cuinera apareix per darrere i assassina a Cuenca amb un ganivet de cuina. Alexis aconsegueix recuperar-se des del moment en el qual vomita el menjar i la cuinera acaba detinguda per la policia.

### El más fuerte
Repartiment
- Leonardo Sbaraglia: Diego Iturralde. (El Cérvol)
- Walter Donat: Mario.

Diego Iturralde viatja per la ruta 9, a l'altura de Bárcena de la Província de Jujuy, en el seu luxós Audi, quan es creua amb un vell cotxe que li va tancant el pas. Per més que intenta passar-lo, el cotxe s'entossudeix a bloquejar-li el pas, la qual cosa fa que Diego l'avanci per seguir el seu camí i l'insulta tractant-ho de "negre ressentit". Quan perd el rastre d'aquell cotxe quilòmetres més endavant, ja a la província de Salta, punxa un pneumàtic i es veu obligat a parar en el voral. Torna a creuar-se amb l'automobilista a qui havia insultat, que en veure'l decideix detenir el seu cotxe davant del seu. El conductor comença a destrossar el cotxe de Diego amb un cricket, per després defecar sobre el vidre, mentre Diego roman tancat dins del seu vehicle. Després de comandes de disculpa rebutjats, la ira s'apodera d'ell, arrenca el seu cotxe i envesteix el del seu agressor, llançant-ho així per un barranc que derivava en un riu. L'home aconsegueix sortir i Diego comença a perseguir-lo amb el seu cotxe, però la roda d'auxili, que no estava ben ajustada, es deixa anar generant que el vehicle caigui també pel barranc. L'home va a buscar-lo per posar fi a la vida de Diego i aconsegueix entrar al vehicle on es genera una desenfrenada lluita que acaba amb una explosió generada pel dement agressor, que encén una metxa en el dipòsit de nafta, i tots dos acaben carbonitzats. Un mecànic que anava a ajudar a Diego s'adona de l'accident i després de trobar els cossos, la policia i el mecànic creuen que el crim va tenir un mòbil passional en trobar-los abraçats en una baralla interminable.

### Bombita
Repartiment
- Ricardo Darín: Simón Fisher. Quan Szifron li va enviar el guió a Darín, aquest li va dir que el veia possible en dues històries, després de llegir-se el guió 2 o 3 vegades Darín va concloure «que el seu cor estava més a prop» d'aquest personatge.[16] (L'Àguila)
- Nancy Dupláa: Victoria.

Simón Fisher (Ricardo Darín) és un enginyer expert en explosius el vehicle del qual és remolcat per una grua a causa que estava presumptament mal estacionat. El conductor no pot deixar de pensar que es tracta d'una injustícia i decideix anar a reclamar l'anul·lació de la multa a risc d'arribar tard a l'aniversari de la seva filla. Després d'un intent frustrat de vèncer la burocràcia, acaba pagant la infracció i arriba tard a la festa. La seva dona enfadada de la seva tendència a defraudar-la i «trobar una excusa per a tot» li demana el divorci. L'endemà Simón reclama que li anul·lin la multa al Govern de la Ciutat, novament sense resposta a favor seu. Enmig d'aquesta situació esclata irat i copeja amb un extintor de foc el panell de vidre de l'empleat públic que l'estava atenent. El cas esdevé famós, perd el seu treball i durant els tràmits de divorci l'advocada de la seva dona fa servir l'esdeveniment com un argument per demanar que l'enginyer no tingui la custòdia compartida de la seva filla. Simón, irritat i extenuat per no aconseguir un altre treball, es veu obligat una altra vegada a treure el seu cotxe que novament es trobava mal estacionat. Cansat d'això, posa explosius en el seu vehicle i  l'estaciona malament a propòsit perquè sigui remolcat. La posterior explosió del centre de remolc té un impacte tremend en els mitjans i «Bombita» es transforma en un ídol a les xarxes socials, un ídol de la gent farta de l'infern burocràtic. Al final del relat la dona i la seva filla li porten un pastís de feliç aniversari a l'enginyer, que es trobava empresonat, festejant el dia com una família feliç mentre els altres presos el feliciten eufòricament.

### La propuesta
Repartiment
- Óscar Martínez: Mauricio. (El tauró)
- María Onetto: Helena.
- Osmar Núñez: l'advocat.
- Germán de Silva: Jose, el propietari.
- Diego Velázquez: el fiscal.
- Alan Daicz: Santiago

Santiago desperta a Mauricio, el seu pare, desesperat perquè aquesta matinada acaba d'atropellar a una dona embarassada i ha escapat del lloc del fet. La milionària família es nega al fet que Santiago es lliuri a la justícia i vagi a la presó. Mauricio i el seu advocat li proposen al jardiner assumir la responsabilitat del fet a canvi d'una important suma de diners. El relat es complica quan se sumen suborns al fiscal de la causa i honoraris milionaris per a l'advocat. Mauricio esclata en fúria quan descobreix que el seu advocat l'està enganyant amb els diners que li demana i per un moment pensa a frenar tot el pla conspiratiu, fins que l'advocat, el propietari i el fiscal el convencen per poder obtenir el benefici econòmic que al principi se'ls havia proposat. La història acaba quan el marit de la dona assassinada decideix fer justícia per la seva pròpia mà, matant al propietari, que era el suposat assassí segons van transmetre els mitjans.

### Hasta que la muerte nos separe
Repartiment
- Érica Rivas: Romina. (La Tigressa)
- Diego Gentile: Ariel.

Romina i Ariel estan festejant el seu casament amb una luxosa festa en el Gran Saló Montserrat de l'hotel Intercontinental Buenos Aires. En un moment, Romina descobreix que Ariel fa temps l'enganya amb una companya del treball, que a més ha estat convidada a la festa. Es desencadena d'aquesta manera una situació melodramàtica plena de crits, plors i ira. Romina escapa de la festa i Ariel surt a buscar-la, però la troba mantenint relacions sexuals, a manera de plena venjança, amb un dels cuiners de l'hotel. Tot seguit, Romina diu a Ariel que li farà viure una vida sufocant i que no li concedirà el divorci; posteriorment, baixa a continuar la festa i deslliga els eixelebrats rituals, on el nuvi és incapaç de detenir la bogeria de Romina, a l'extrem de començar a ballar frenèticament amb l'amant d'Ariel i estavellar-la contra un mirall. La commoció és tal que Arieles posa a plorar i la seva mare, desesperada, tira dels pèls a Romina. La núvia queda en estat de xoc i Ariel torna en si. Pausadament decideix tornar a la festa i finalment convida a Romina a ballar amb ella, però la ira continguda en tots dos es converteix en passió, la qual cosa els fa començar a intentar tenir relacions sexuals en aquest mateix lloc, mentre la resta dels convidats, disgustats per l'escena, es retiren del lloc.

## Rebuda

### Crítica
Relatos salvajes ha estat aclamada per la crítica després de la seva estrena, tant en l'àmbit local com en l'internacional. Jay Weissberg, de Variety, va esmentar en la seva avaluació de la pel·lícula: «Un compendi endimoniadament deliciós de sis històries independents unides pel tema de la venjança... el gaudi general amb prou feines decau.» Al seu torn, David Rooney, de The Hollywood Reporter, va elogiar la pel·lícula, i va destacar que «El seu títol no menteix... Una resposta maliciosament directa a una cultura d'inevitable corrupció, desigualtat social i econòmica i injustícia.» Peter Bradshaw, de The Guardian, va atorgar 4 estrelles de 5: «Una col·lecció d'històries delicioses, horribles, esborronadores i escabroses des de l'Argentina... Szifron aconsegueix un truc molt difícil, fer que alguna cosa resulti genuïnament divertida i aterridora al mateix temps.» D'altra banda, Pablo O. Scholz, del diari local Clarín, va dir: «El film ens absorbeix des que arrenca fins al desenllaç... sempre atrapats pel que aquests personatges, en to de desesperació fan, quan la majoria es quedaria en el motlle.» I, Pablo Font, de El otro Cine, va dir sobre els seus personatges que: «Les seves conductes mantenen una lògica real dins del context en què es presenten, contràriament a altres ficcions on els personatges sobrepassen massa la bogeria de la situació i perden credibilitat.»
En el lloc web Rotten Tomatoes, en funció de 56 crítiques, Relatos salvajes té una aprovació del 91 per cent, amb una qualificació mitjana de 7,8/10. A Metacritic té una valoració del 75 per cent, basada en 23 ressenyes. Al desembre, la revista nord-americana Time la va situar en novè lloc en el seu rànquing de les 10 millors pel·lícules de 2014.
El 2015 el director Damián Szifrón va fer públic un email en el qual li comunicaven que el famós cinesta i col·lega nord-americà, Woody Allen, va considerar com a "excel·lent" la pel·lícula i la va gaudir molt.

### Comercial
Relatos salvajes ha gaudit d'un èxit sense precedents al cinema local. “Ens esperàvem un molt bon èxit, però això ha desbordat completament el que esperàvem”, va assegurar Hugo Sigman en una entrevista de l'agència EFE. El pas pel festival va permetre a més que la pel·lícula es vengués a una gran quantitat de mercats al voltant del món, com ressalta Sigman. “El nostre distribuïdor internacional ens va dir que mai en la seva vida havia tingut files d'exhibidors tractant de comprar la pel·lícula”, com va passar després de la seva projecció a Cannes.
A Argentina, l'estrena de la pel·lícula va convocar a més de 50.000 espectadors. L'octubre de 2014, segons la consultora Ultracine, la pel·lícula ja havia estat vista per més de 3.900.000 espectadors sols al país. Això la va convertir en la pel·lícula més vista a l'Argentina el 2014, i la més vista en tota la història del cinema local, des que existeixen registres fiables. Si bé encara es disputa si arribarà a superar a la pel·lícula estatunidenca Ice Age: Continental Drift (L'Era de Gel 4) com la més vista en la història del cinema a Argentina, amb un total de 4.495.442 espectadors.

## Al voltant de la pel·lícula
- Durant els crèdits amb els quals inicia la pel·lícula, s'identifica a cada actor amb un animal salvatge. Per al cas del director, aquest va escollir una guineu. Se sap que Damián Szifron és pèl-roig, però més enllà d'una qüestió cromàtica, és un animal que agradava molt al seu pare i sempre veia documentals sobre aquests cànids. Szifron es va sentir identificat amb aquesta foto i la seva mirada; destaca que el treball del director és un treball amb la mirada.[25]
- Va haver-hi certa controvèrsia amb un dels sis relats en intentar traduir-ho a l'anglès. El problema sorgeix amb una de les frases més urgents del film a càrrec de l'actor argentí Leonardo Sbaraglia quan aquest diu "sos un negro resentido" en el relat titulat "El més fort". L'escena de l'insult, als Estats Units, es va subtitular com "You're a motherfucking wetback!". És a dir, l'invariable HdP, seguit de wetback, "esquena mullada", malnom que se'ls aplica als immigrants il·legals, molt d'ells mexicans, que entren al país per la frontera del sud, creuant (i mullant-se en) les aigües del Rio Grande. És molt probable que al moment de la traducció no s'hagi mantingut la paraula "negre" (nigger) perquè, encara que indubtable en la seva càrrega de menyspreu, és un insult contra els afroamericans. No menys interessant és que la traducció, com passa amb bona part de les pel·lícules llatines que entren als Estats Units, l'hagi realitzat un hispà, potser mexicà, compatriota dels quals, entre molts nord-americans, desperten aquestes i altres expressions de menyspreu.[26]
- El lloc del pont on es desenvolupa el curt "El más fuerte" protagonitzat per Leonardo Sbaraglia, és efectivament el quilòmetre 60 (de forma aproximada) de la ruta que uneix Cafayate i Salta, com ell mateix ho esmenta durant la pel·lícula mentre sol·licita per mòbil el servei d'auxili. Aquest pont travessa el riu Las Conchas, a la zona coneguda com la Quebrada de las Conchas, Província de Salta. Encara que els trams de carretera utilitzats per a la primera part, on es desplacen els vehicles i es produeix l'insult són escenaris de la ruta 9, però en el Congost de Humahuaca, Província de Jujuy, a l'altura de Bárcena. També es van incloure llocs com Purmamarca i Estret del Perchel.
- Relatos salvajes ha tingut gran impacte social al seu país natal principalment, la qual cosa ha desencadenat l'èxit que ha trencat diversos rècords d'audiència. Segons un especialista en seguretat pública i polítiques socials i membre de l'Institut Llatinoamericà de Seguretat i Democràcia, assegura que "La pel·lícula juga amb aquesta contradicció: els argentins ens queixem de la violència, però tot el temps estem exercint violència, reproduint violència, festejant la violència". Entre aquestes i altres opinions de connotació tant positiva com negativa, la pel·lícula ha instaurat el debat en cada persona que l'ha vist.[27]
- El lloc web oficial de la pel·lícula va guanyar el premi a millor disseny de lloc web o també anomenat "Site of the day" (lloc del dia) pel jurat de Awwwards. Però el lloc d'internet de Relatos salvajes no només va guanyar el premi del dia, sinó que a més va ser inclòs en l'anuari The best 365 websites around the world, que inclou els millors 365 llocs de 2014 a escala mundial. La tasca de confeccionar la pàgina web la va delegar el director de la pel·lícula a una agència creativa "DHNN". Els encarregats de l'agència es van assegurar de dissenyar-la en un termini curt de temps, restringint d'aquesta forma la velocitat de connexió.[28]
- El 24 de març de 2015 el Vol 9525 de Germanwings es va estavellar en el massís d'Estrop, en els Alps francesos de Provença, prop de la localitat de Barcelonnette, causant la mort de 150 persones. El desastre aeri, per les similituds que presenta amb la pel·lícula de Szifron, ha estat comparat amb el primer relat titulat "Pasternark", que presenta coincidències extraordinàries amb l'incident en els Alps. Algunes persones es troben consternades per l'assumpte, ja que la pel·lícula de Szifron es va estrenar tres dies després de la tragèdia, la qual cosa li va portar una sèrie de repudis, segons informa el diari britànic Daily Mail. Malgrat l'intent de prohibir-la en el Regne Unit, el distribuïdor va assegurar que no es va a retardar o prohibir l'estrena de la pel·lícula.[29] Finalment, la pel·lícula es va estrenar, informant que conté material sensible i que retornaran els diners als espectadors que no se sentin amb ganes de veure-la.[30]

## Premis i candidatures
Relats salvatges va ser candidata en les acadèmies de cinema de molts països, sent la més important la candidatura a l'Oscar a la millor pel·lícula de parla no anglesa, premi atorgat per l'acadèmia estatunidenca de cinema. A més va recollir deu guardons en els Premis Sur, lliurats per l'acadèmia argentina de cinema, entre els quals s'inclouen, entre d'altres, els de millor pel·lícula, millor director i millor guió. Per part de l'acadèmia de cinema espanyola, la pel·lícula va ser candidata a 9 Premis Goya, sent els més importants els de millor pel·lícula, millor director, millor pel·lícula hispanoamericana (únic premi rebut) i millor guió. Per part de l'acadèmia de cinema mexicana va guanyar el premi a millor pel·lícula iberoamericana.

### Participació en festivals de cinema i premis
| Festival                                               | Data de l'esdeveniment                 | Categoria                      | Premi  | Ref |
| ------------------------------------------------------ | -------------------------------------- | ------------------------------ | ------ | --- |
| Festival de Cannes                                     | 14 al 25 de maig de 2014               | Palma d'or                     | [ 33 ] |     |
| Festival de Cinema de Sarajevo                         | 14 al 22 d'agost de 2014               | Premi del Públic               | [ 34 ] |     |
| Festival Internacional de Cinema de Toronto            | 4 al 14 de setembre de 2014            | Special Presentations          | [ 35 ] |     |
| Festival Internacional de Cinema de Sant Sebastià      | 19 al 27 de setembre de 2014           | Millor Pel·lícula Europea (PP) | [ 36 ] |     |
| Festival de Cinema de Telluride                        | 28 d'agost a l'1 de setembre de 2014   | Presentació Especial           | [ 37 ] |     |
| Festival de Cinema de Lima                             | 8 al 16 d'agost de 2014                | Premi del Públic               | [ 38 ] |     |
| Festival de Cinema de Biarritz                         | 29 de setembre al 5 d'octubre de 2014  | Premi del Públic               | [ 39 ] |     |
| Festival de Cinema de Biarritz                         | 29 de setembre al 5 d'octubre de 2014  | Millor Actriu                  | [ 40 ] |     |
| Festival de Cinema de Londres                          | 8 al 19 d'octubre de 2014              | Strand Gal·les                 | [ 41 ] |     |
| Festival de Cinema de Sitges                           | 3 al 12 d'octubre de 2014              | Oficial Fantàstic Especials    | [ 42 ] |     |
| Festival Internacional de Cinema de les Tres Fronteres | 18 al 25 d'octubre de 2014             | Presentació Especial           | [ 43 ] |     |
| Festival Internacional de Cinema Fine Arts             | 25 de setembre al 8 d'octubre de 2014  | Millor Pel·lícula              | [ 44 ] |     |
| Festival Internacional de Cinema Fine Arts             | 25 de setembre al 8 d'octubre de 2014  | Millor direcció                | [ 45 ] |     |
| Festival Internacional de Cinema Fine Arts             | 25 de setembre al 8 d'octubre de 2014  | Millor Interpretació femenina  | [ 46 ] |     |
| Festival Internacional de Cinema Fine Arts             | 25 de setembre al 8 d'octubre de 2014  | Premi del Públic               | [ 47 ] |     |
| Festival Internacional de Cinema Mediterraneo          | 25 d'octubre a l'1 de novembre de 2014 | Presentació Especial           | [ 48 ] |     |
| Festival Internacional de Cinema de São Paulo          | 16 al 29 d'octubre de 2014             | Premi del Públic               | [ 49 ] |     |
| Festival de Cinema de l'Havana                         | 4 al 14 de desembre de 2014            | Premi Coral                    | [ 50 ] |     |
| Festival de Cinema de l'Havana                         | 4 al 14 de desembre de 2014            | Millor direcció                | [ 50 ] |     |
| Festival de Cinema de l'Havana                         | 4 al 14 de desembre de 2014            | Millor Edició                  | [ 50 ] |     |
| Festival Internacional de Cinema de Mar del Plata      | 22 al 30 de novembre de 2014           | Presentació Especial           | [ 51 ] |     |
| Premis Oscar                                           | 22 de febrer de 2015                   | Millor pel·lícula estrangera   | [ 52 ] |     |
| Festival Internacional de Cinema de Miami              | 6 al 15 de març de 2015                | Premi Lexus del Públic         | [ 53 ] |     |
| Premis BAFTA                                           | 14 de febrer de 2016                   | Millor pel·lícula estrangera   | [ 54 ] |     |